# Protoptila cahabensis
Protoptila cahabensis är en nattsländeart som beskrevs av Harris 1989. Protoptila cahabensis ingår i släktet Protoptila och familjen stenhusnattsländor. Inga underarter finns listade i Catalogue of Life.